# Konzert für Chile

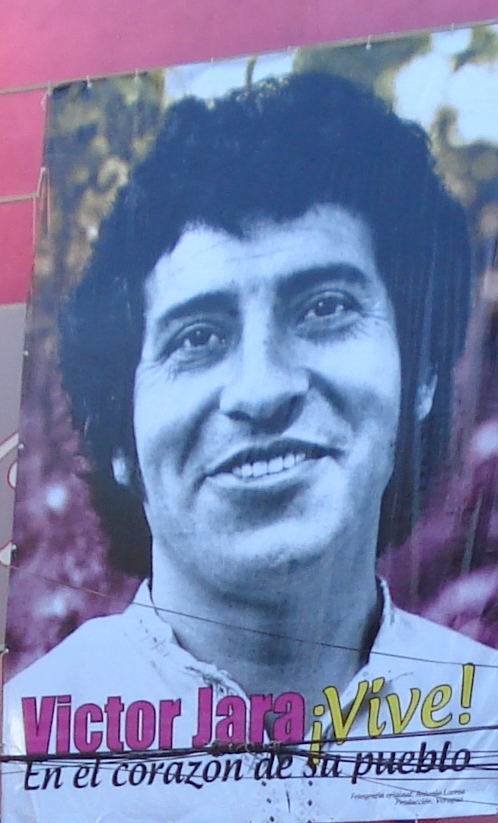
Víctor Jara ¡Vive! En el corazón de su pueblo

Konzert für Chile ist ein Live-Album von einem Live-Mitschnitt des Solidaritätskonzertes „Für Victor Jara“ von mehreren chilenischen und auch deutschen Interpreten, das 1974 von der deutschen Plattenfirma Pläne Records veröffentlicht wurde. 

## Kurzeinführung
Es wurde am 31. Mai 1974 in der Grugahalle in Essen, Westdeutschland, im Rahmen eines Solidaritätskonzerts neun Monate nach dem Staatsstreich von Augusto Pinochet 1973 in Chile aufgenommen.
Eine Reihe berühmter chilenischer Musiker und Musikgruppen (Quilapayún, Inti-Illimani, Isabel Parra und Patricio Castillo) nahmen an dem Konzert teil, ebenso wie einige deutsche Künstler (Floh de Cologne, Dieter Süverkrüp, Franz Josef Degenhardt, Reinhold Ohngemach und Dietrich Kittner). Eingeleitet wurde es durch die aufgezeichnete Stimme von Víctor Jara, einem chilenischen Liedermacher, der 1973 in den Tagen nach dem Putsch von den Militärs ermordet wurde.

## Liedertitel
1. Herminda de la Victoria[4] - 2:09 - (V.Jara) - Victor Jara
2. Plegaria a un labrador - 3:24 - (V.Jara) - Quilapayun
3. Que lindas son las obreras - 3:23 - (V.Jara) - Quilapayun
4. Con el alma llena de banderas - 5:08 - (V.Jara) - Quilapayun
5. Lo unico que tengo - 3:05 - (V.Jara) - Isabel Parra
6. Te recuerdo Amanda - 2:30 - (V.Jara) - Patricio Castillo
7. Donde esta la patria - 3:23 - (I.Parra) - Isabel Parra & Patricio Castillo
8. Marsch der Mumien III - 4:10 - (Floh de Cologne) - Floh de Cologne
9. Des Volkes Fesseln - 4:26 - (Floh de Cologne) - Floh de Cologne
10. Ya parte el galgo terrible - 2:42 - (P.Neruda - S.Ortega) - Inti-Illimani
11. Chile herido - 3:15- (Inti-Illimani - L.Advis) - Inti-Illimani
12. El aparecido - 3:44 - (V.Jara) - Inti-Illimani
13. La segunda independencia - 2:34 - (R.Lenna) - Inti-Illimani
14. Dieser chilenische Sommer war süss - 3:38 - (R.Bergmann - H.W.Henze) - Dieter Süverkrüp
15. Station Chile - 5:00 - (F.J.Degenhardt) - Franz Josef Degenhardt
16. Wir sind fünftausend - 2:42 - (V.Jara) - Reinhold Ohngemach
17. Allende lebt - 2:13 - (D.Kittner) - Dietrich Kittner
18. El pueblo unido jamas serà vencido - 4:29 - (S.Ortega) - - Inti-Illimani & Quilapayun
19. Venceremos - 4:14 - (S.Ortega - C.Iturra) - - alle Künstler

Peter Dietzel hielt eine (ebenfalls im Album veröffentlichte) Begrüßungsrede.